# Surfel
Surfel (z anglického surface element) je nejjednodušším primitivem, které může popisovat vlastnosti povrchu objektu. Představuje elementární plošku popsanou pozicí středu v prostoru, normálou a velikostí, případně dalšími atributy povrchu jako jsou difúzní barva nebo lesklost.
V některých situacích jsou surfely výhodnější než polygonální reprezentace, protože nepracují s topologickými informacemi, které nejsou v mnoha situacích potřeba. Klady bodové reprezentace se nejvíce projevují u přírodních objektů se složitým povrchem.
V současnosti se surfely používají převážně při 3D skenování objektů a následném interaktivním zobrazení získaných dat.